# Sánckert

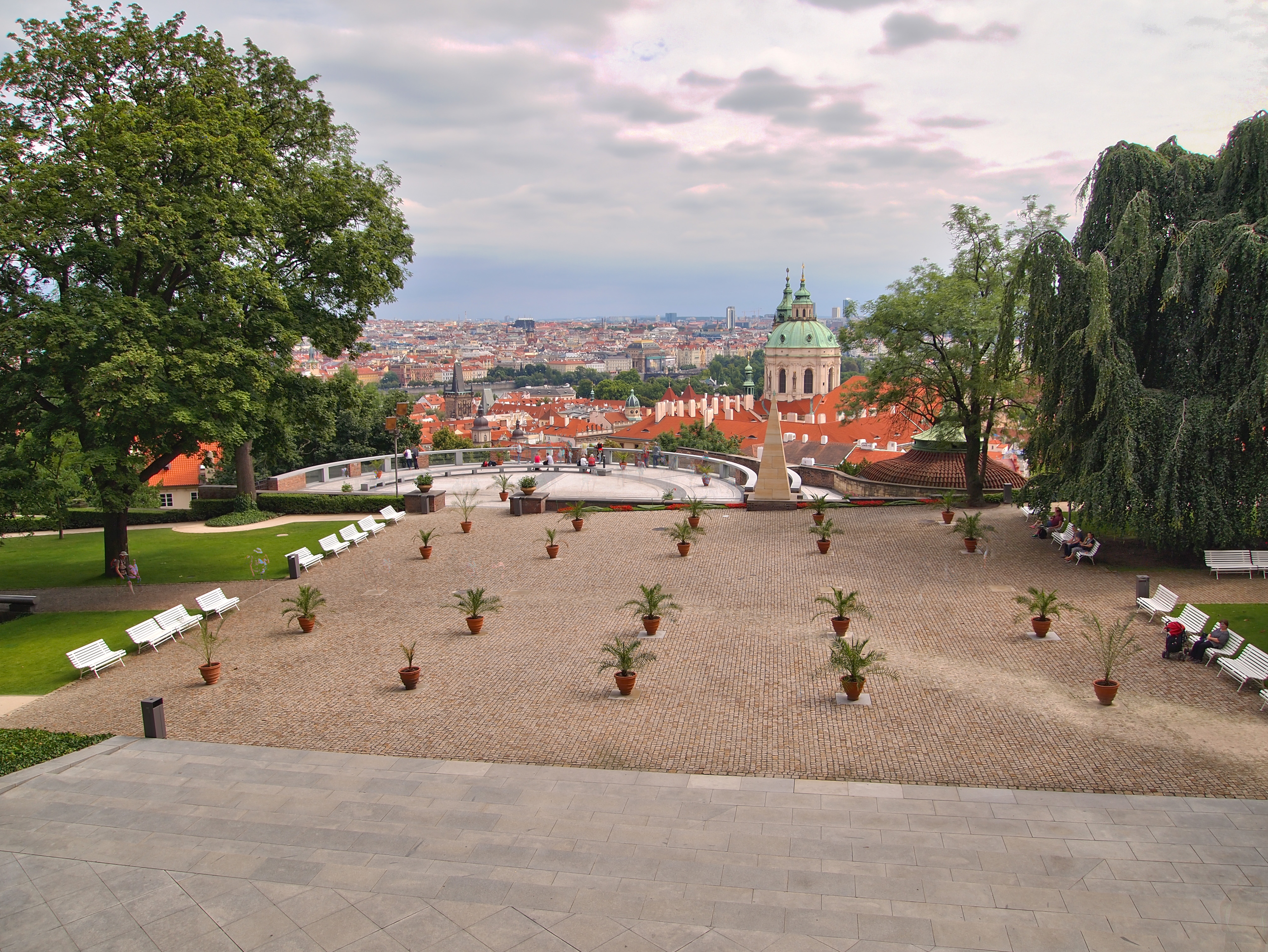
A központi terasz

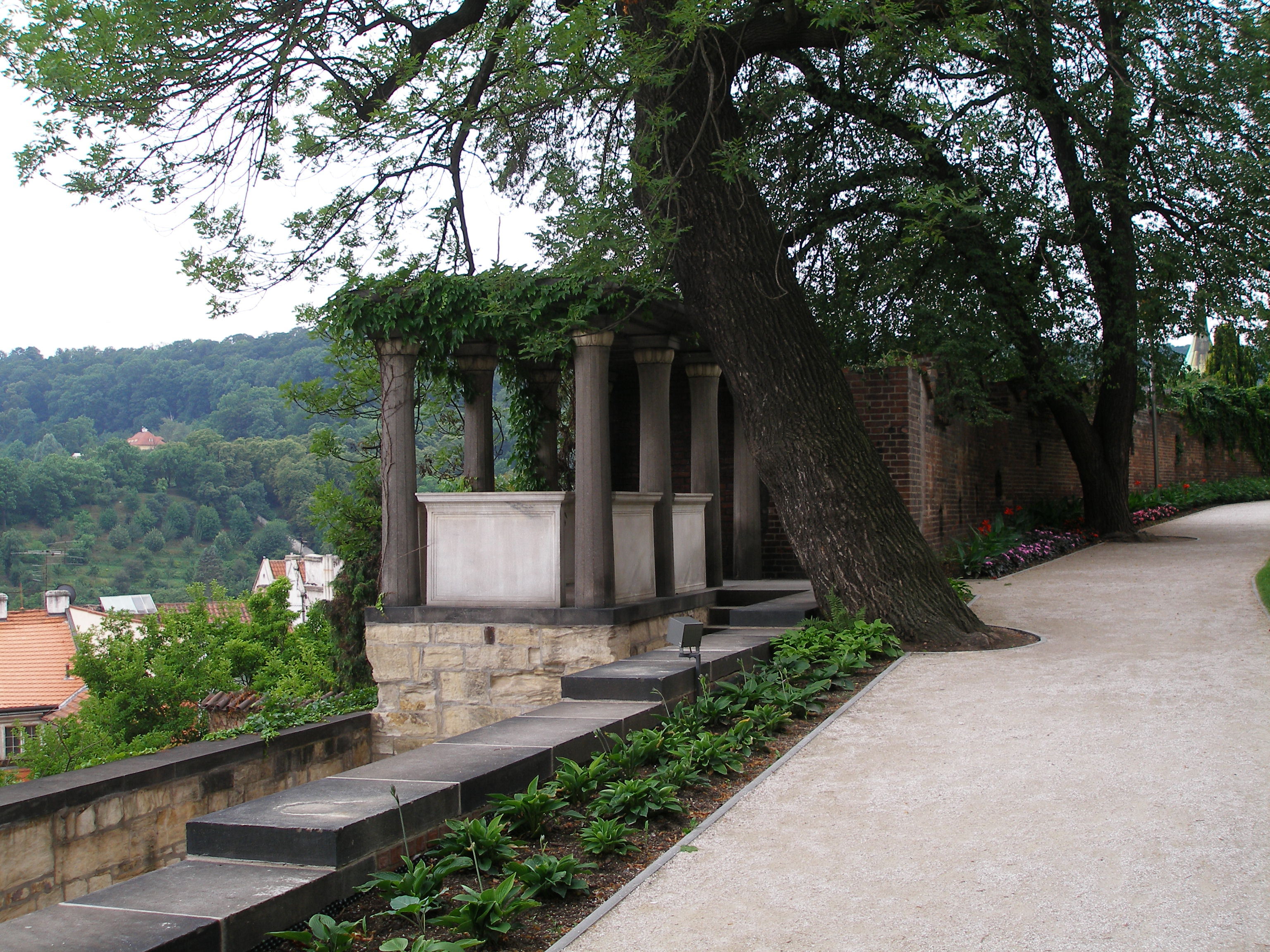
A kis Belvedere

A Sánckert (csehül: Zahrada Na Valech) a prágai várat körülvevő kertek déli sorának középső tagja az új várlépcső felső vége és a Fekete torony között. Középtájt határos vele a déli kertek legkisebb területű tagja, a Hartig-kert.

## Története
Nevét a vár déli fala előtti, egykori földsáncról kapta. Miután ez védelmi jelentőségét elvesztette, apránként elegyengették, és helyén a 18. században már kis kertecskék zöldelltek; ezeket a 19. század első felében egységes parkká vonták össze. 1849-ben a parkot erődített kőfallal vették körül. 
Az 1920-as években a teljes parkrekonstrukció részeként Jože Plečnik, a vár akkori főépítésze ezt a kertet is áttervezte és egységes, erősen geometrizált arculattal ruházta fel. Ennek érdekében a kertet kerítő fal magasságát jelentősen csökkentette.

## Építményei
Központi teraszáról nagyszerű kilátás nyílik a városra. A teraszt és a „kis Belvedere” (Plečnik-féle kis Belvedere, csehül: Plečnikův Malý belveder) néven ismert pavilont is Plečnik tervezte. A kert szélén van az úgynevezett Morva bástya, ahol Masaryk elnök nagyon szeretett üldögélni. 
Az eső elől előtetők alá húzódhatunk be. A szilárd burkolatú utacskák és a sétányok mentén padok, emlékfák és szobrok állnak. A nyilvános WC-ben ivóvíz is van.

## Látogatása
- április 1. – október 31. között: 6:00–18:00
- november 1. – március 31. között: zárva

Kutyát, lovat, egyéb háziállatot bevinni tilos.